# غلصمي احتكاكي مجهور
غلصمي احتكاكي مجهور (بالإنجليزية: Voiced epiglottal fricative)، صامت غلصمي احتكاكي مجهور مستخدم بشكل محدود في عدد من اللغات المحكيّة، يرمز له بالأبجديّة الصوتيّة الدوليّة بالرمز (ʢ)، وبأبجدية مناهج تقييم الكلام الصوتية الموسعة بالرمز (<\).

## ملامح الصوت
الملامح المميزة للصامت الغلصمي الاحتكاكي المجهور:
1. مخرج الصوت احتكاكي جانبي، احتكاكي لأنّ الصوت ينطق بواسطة دفع الهواء عبر ممر ضيق في موضع النطق، وجانبي لأن النفس يمر من جوانب اللسان وليس من فوق مركزه.
2. صفة الصوت غلصميَّة ، وهذا يعني أنّ الصوت ينطق بواسطة اقتراب ثَنْيَةُ لِسانِ المزمار من الفلكة.
3. الصفة اللفظية مجهور، وهذا يعني أنّ الحبال الصوتيّة تهتز أثناء نطق الصوت.
4. صامت شفتاني، وهذا يعني أن الهواء يخرج من خلال الفم فقط.
5. تقنية تدفق الهواء رئويّة، وهذا يعني أنّ الصوت ينطق الحرف عن طريق دفع الهواء بواسطة الرئتين والحجاب الحاجز فقط، كمعظم الأصوات تقريباً.

## ظهور الصوت
| اللغة | اللغة       | الكلمة | أصد     | المعنى | ملاحظات                                                         |
| ----- | ----------- | ------ | ------- | ------ | --------------------------------------------------------------- |
| عربية | بعض لهجاتها | تَعَشَّى   | tɑʢɑʃʃæ | 'تَعَشَّى' | غالباً ما يستخدم في بعض اللهجات العربيّة كبديل للصوتين /ʕ/ و /ʔˤ/ |